# Ficus gamostyla
Ficus gamostyla är en mullbärsväxtart som beskrevs av K.M. Kochummen. Ficus gamostyla ingår i släktet fikonsläktet, och familjen mullbärsväxter. Inga underarter finns listade i Catalogue of Life.